# FAIM
FAIM (англ. Fas apoptotic inhibitory molecule) – білок, який кодується однойменним геном, розташованим у людей на 3-й хромосомі. Довжина поліпептидного ланцюга білка становить 179 амінокислот, а молекулярна маса — 20 215.
| 10         |  | 20         |  | 30         |  | 40         |  | 50         |
| ---------- |  | ---------- |  | ---------- |  | ---------- |  | ---------- |
| MTDLVAVWDV |  | ALSDGVHKIE |  | FEHGTTSGKR |  | VVYVDGKEEI |  | RKEWMFKLVG |
| KETFYVGAAK |  | TKATINIDAI |  | SGFAYEYTLE |  | INGKSLKKYM |  | EDRSKTTNTW |
| VLHMDGENFR |  | IVLEKDAMDV |  | WCNGKKLETA |  | GEFVDDGTET |  | HFSIGNHDCY |
| IKAVSSGKRK |  | EGIIHTLIVD |  | NREIPEIAS  |  |            |  |            |

A: Аланін

C: Цистеїн

D: Аспарагінова кислота

E: Глутамінова кислота

F: Фенілаланін

G: Гліцин

H: Гістидин

I: Ізолейцин

K: Лізин

L: Лейцин

M: Метіонін

N: Аспарагін

P: Пролін

R: Аргінін

S: Серин

T: Треонін

V: Валін

W: Триптофан

Задіяний у таких біологічних процесах, як апоптоз, ацетилювання, альтернативний сплайсинг. 
Локалізований у цитоплазмі.